# 巴里·豪森
巴里·豪森（英語：Barry Howson，1939年6月17日—），生于安大略省伦敦，加拿大男子篮球运动员。他曾随加拿大国家队参加1964年夏季奥运会男子篮球比赛，结果获得第十四名。